# سنبله، ثور، جدی

صحنه‌ای از فیلم با حضور ادویژ فنش.

سنبله، ثور، جدی (ایتالیایی: La vergine, il toro e il capricorno) یک کمدی سکسی سبک ایتالیایی به کارگردانی لوچانو مارتینو است که در سال ۱۹۷۷ منتشر شد. منتقد سینما پائولو مِـرِگِتی این فیلم را، یکی از بامزه‌ترین فیلم‌های این سبک می‌داند. نامِ فیلم اشاره به برج‌های فلکی سُنبُله، ثور و جَدْی دارد.

## بازیگران
- آلبرتو لیونلو
- ادویژ فنش
- آلدو ماچونه
- آلوارو ویتالی
- ماریو کاروتنوتو
- ری لاولاک
- ارنا شورر
- اولگا بیسرا
- ریکاردو گارونه
- میکله گامینو
- پاتریتسیا وبلی
- جاکومو ریتسو
- اوگو بولونیا
- جانفرانکو بارا
- لیا تانتسی
- آدریانا فاکتی
- گابریلا لپوری
- آنا ملیتا